# Tratatul de pace de la Schönbrunn
Tratatul de pace de la Schönbrunn, cunoscut și sub numele de Tratatul de la Viena (14 octombrie 1809) a fost semnat între Imperiul Francez și Imperiului Austriac, marcând ieșirea acestuia din urmă din „a Cincea Coaliție” și sfârșitul războiului celei de-a Cincea Coaliții. Cu capitala ocupată de jumătate de an, elementul esențial care a forțat Imperiul Habsburgilor să încheie pace a fost înfrângerea în cadrul bătăliei de la Wagram, din 5 - 6 iulie, când armata austriacă a suferit un eșec decisiv. 
În urma acestui tratat, Împăratul Francisc I al Austriei a pierdut circa o șesime dintre subiecți (4 milioane de oameni), fiind nevoit să facă concesii teritoriale semnificative, cât și să plătească o indemnizație de război de 85 de milioane. Astfel, Imperiul Francez obținea cedarea următoarelor teritorii: Trieste, Camiola-Slovenia și o parte din Carintia, regiuni care formau, împreună cu Dalmația, un nou stat aliat al Franței, denumit Provinciile Ilire. Drept urmare, Austria pierdea orice acces la mare. În plus, Imperiul austriac ceda Salzburg și Innviertel (cu Braunau) Bavariei și Ducatul Varșoviei, posesiune a Saxoniei, se mărea prin alipirea Galiției occidentale, inclusiv Cracovia și Lublin. Aliată a Franței, Rusia obține extremitatea estică a Galiției (Tarnopol). 